# Van Leo

Fotoportrét významného egyptského romanopisce Tahy Husseina, kolem roku 1955

Egyptská kráska v horku, 1950

Van Leo (roz. Levon Alexander Boyadjian; 20. listopadu 1921 – 18. března 2002) byl arménsko-egyptský fotograf, který byl známý svými četnými autoportréty a portréty celebrit své doby.

## Biografie a kariéra
Van Leo, narozený v listopadu 1921 v Osmanské říši, vyrůstal v době arménské genocidy a pronásledování a ve věku 4 let musel s rodinou uprchnout do Egypta. Pouze díky privilegovanému společenskému postavení svého otce jako dělníka pro německou bagdádskou železniční společnost Levon, jeho rodina unikli genocidě v Osmanské říši. V Egyptě Levon navštěvoval English Mission School a poté English Mission College. Právě na English Mission College, kolem 16 nebo 17 let, poté, co si koupil hollywoodské pohlednice se slavnými filmovými hvězdami, Levon objevil svůj zájem o fotografii. Levon, fascinován Hollywoodem a světem filmu, se rozhodl studium pozastavit poté, co se v roce 1940 zapsal na Americkou univerzitu v Káhiře, aby se mohl věnovat své vášni. Levon se učil ve Studiu Venus, které vlastnil slavný arménský fotograf Artinian, než si v lednu 1941 otevřel vlastní studio se svým bratrem Angelem v obývacím pokoji jejich bytu. Většina klientely bratrů byli přechodní vojáci a důstojníci druhé světové války, baviči a vyšší společnost opery, kteří byli často přiváděni prostřednictvím Asociace národních služeb zábavy, aby bavili vojáky a důstojníky britských vojsk. V roce 1947 partnerství mezi oběma bratry skončilo a Levon si založil vlastní studio, pro které a od kterého později pochází jméno Van Leo.  Ačkoli během 6 let partnerství mezi oběma bratry nesly všechny grafiky Angelovo jméno, panovala všeobecná shoda, že Van Leo byl talentovanější, ale rozdíly mezi nimi v prvních letech partnerství stále zůstávají nejasné.
Během prvních let svého ateliéru Van Leo často fotil portréty lidí, z nichž někteří byli celebrity, zdarma, za účelem reklamy svého nového studia. Herci, herečky a baviči z opery byli jeho oblíbenými klienty, protože neustále potřebovali nové snímky pro své produkce. Jednou z podmínek pro Van Leovu bezplatnou práci bylo, aby pod každou fotografií bylo viditelné uvedení autora, a jeho jméno se tak začalo spojovat s celebritami.  Ačkoli byl spojován s celebritami, Van Leo byl obdivován jako fotograf, který nehledal peníze ani publicitu. Odmítl si získat jméno jako fotograf mocných, jako několik fotografů v té době, kteří se prezentovali jako fotografové králů nebo prezidentů. Po egyptském státním převratu v roce 1952 se Van Leovými klienty stali převážně jednotlivci z vyšších vrstev egyptské společnosti a s fotografem udržovaly spolupráci populární tváře jako spisovatelé, učenci, ale i herci a herečky (Rushdi Abaza, Dalida, Taha Hussien, Omar El Sherif). Z nutnosti musel také začít s pasovými a průkazovými prácemi, svatebními portréty, portréty vojáků a důstojníků egyptských ozbrojených sil a dokonce i reprodukcemi fotografií zesnulých, které si přinesli jejich blízcí.  Dne 24. ledna 1998 Van Leo provedl své poslední portrétní focení a poté svůj ateliér zavřel. Ve stejném roce Van Leo odkázal celou svou sbírku děl Americké univerzitě v Káhiře. V březnu 2002 Van Leo zemřel na infarkt. 

## Dílo
Van Leo se vyznačoval okouzlujícím stylem inspirovaným Hollywoodem; jeho světla byla vždy divadelní a jeho snímky vždy zdokonalované jeho tiskovými technikami. Tiskové metody byly pro Van Leovu tvorbu ústředním bodem. Stále častěji používal 35mm film pro náměty, které ho zajímaly málo. Pro své oblíbené subjekty si vyhrazoval největší filmové archy (18x24 cm). Jedním z důležitých subjektů byl on sám. Van Leo investoval do svých vlastních autoportrétů, které nazýval „autoportréty“, a vytvořil si sbírku 400 autoportrétů v různých kostýmech a postavách, včetně Ježíše, žebráka, pilota z druhé světové války, kovboje, lupiče, nenáviděče žen, několika druhů žen, střelce, saúdského šejka a mnoha dalších. Kromě portrétů se Leo také věnoval fotografování historie, jako jsou pyramidy v Gíze, slavné mešity v Káhiře, ruiny v Luxoru a turistické památky v Paříži, Římě a Vídni.  Van Leo byl také známý svou pozorností k detailům. Nejenže ovládal kulisu, okolí a osvětlení, ale také zvládl úhly svých záběrů, pózy, výrazy a byl známý svou soběstačností a nezávislostí ve své práci, a proto byl přirovnáván k malíři. To se odráží ve Van Leově mistrovství při tvorbě portrétu egyptského atleta pózujícího jako Rodinův „Myslitel“.  Objekt, který mu nedává žádná omezení ohledně portrétu a úplnou svobodu v uspořádání detailů, byl pro Van Lea vrcholnou pochvalou. Tvrdí se, že síla Van Leových portrétů pramení z jeho pochopení charakteru jeho modelů. Na otázku, co ho na portrétech konkrétně přitahuje, odpověděl, že ho nejvíce oslovuje a zajímá lidská tvář.
Van Leo byl známý svými černobílými portréty a konec éry černobílé fotografie spolu s nástupem barevné znamenal zásadní zlom v jeho životě a kariéře. Podle něj umělecká fotografie v Egyptě skončila právě s tímto přechodem. Zatímco mnozí fotografové tuto změnu přijali, Van Leova zaujatost vůči černobílé vedla k výraznému poklesu jak v množství, tak v kvalitě jeho tvorby. Nejenže mu v cestě stála jeho osobní preference, ale i ztráta kontroly spojená s barevnou fotografií a skutečnost, že nepoužíval studiové záblesky, vedly k celkovému úpadku jeho práce. Kvůli přechodu na barvu musel Van Leo vyměnit své ručně vyvolávané tisky z temné komory za služby komerčního laboranta v barevné laboratoři. Dále si nikdy nepořídil ani neinvestoval do moderních záblesků, které by zlepšily výstup nebo osvícení jeho fotografií, ale nadále spoléhal na své staré wolframové světelné vybavení.

## Dědictví a uznání
Tvrdí se, že Van Leova sbírka je dokumentací egyptské společnosti za posledních padesát let a že je označován za umělce za to, že proměnil své fotografie v umění. O jeho životě a díle byly napsány různé články od přátel a kolegů Van Lea, přičemž každý z nich vzdal hold jeho umění a způsobu, jakým umělec trval na jeho zachování. Poté, co byl Van Leo nominován na cenu Prince Clause Nadací arabského obrazu v Bejrútu, organizací věnující se zachování starých fotografií Blízkého východu, tuto cenu v roce 2000 získal a poté se mu dostalo větší celosvětové pozornosti a uznání.  V roce 2001 libanonský umělec Akram Zaatari režíroval dokument Her + Him Van Leo, v němž vystupuje samotný Van Leo. Zaatari se rozhodl použít záběry z rozhovorů s Leem k vytvoření „jakéhosi dialogu s Van-Leem, na rozdíl od filmu o něm“. Zaatari zobrazuje setkání Van Lea s anonymním výzkumníkem, jehož babičku Leo vyfotil v roce 1959. Dokument pojednává o životě, díle a umění Van Lea.  Van Leo je námětem knihy, kterou editovali Negar Azimi a Karl Bassil z Arab Image Foundation a vydalo nakladatelství Archive Books. V roce 2018 uspořádal Institut pro komparativní modernity na Cornellově univerzitě výstavu s jeho autoportréty s názvem  Van-Leo: Neochotný surrealista, kterou doprovázel katalog vydaný se stejným názvem. Naposledy byl Van Leo námětem velké retrospektivy v Hammerově muzeu v Los Angeles, kterou uspořádal Negar Azimi.

## Sbírka a archivy
Van Leovy fotografie a celoživotní sbírka byly v roce 1998 odkázány Americké univerzitě v Káhiře. Knihovna vzácných knih a speciálních sbírek v současné době digitalizuje své fotografie. Podmnožina obrázků existuje v bejrútské Arab Image Foundation.

## Ocenění
Van Leo byl v roce 2000 oceněn Cenou prince Clause. Byl prvním fotografem, který tuto prestižní cenu kdy získal.

## Galerie

Neznámá žena
Neznámá žena v plavkovém úboru, 1950-1960
Miss Nadia Abdel Wahed, 1959
Madeleine, pařížská striptýzová tanečnice
Madeleine, pařížská striptýzová tanečnice